# Linda Hamilton
Linda Hamilton (Salisbury, Maryland, 26 de setembre de 1956) és una actriu estatunidenca de cinema i televisió. La seva filmografia principal inclou títols com Children of the Corn (1984), Terminator (1984), La lluna negra (1986), Terminator 2 (1991), Silent Fall (1994), Un poble anomenat Dante's Peak (1997), Conspiració a l'ombra (1997) i Terminator Salvation (2009). També ha treballat en sèries de televisió com La Bella i la Bèstia, juntament amb Ron Perlman (1987-1989), Weeds (2010) i Chuck (2010-2012), entre d'altres.

## Biografia

### Família i adolescència
La seva mare era descendent de colons arribats al Mayflower (1620) i el seu pare, Carroll Stanford Hamilton, era metge. El pare de Linda mor d'un accident de cotxe quan té cinc anys, la seva mare es tornarà a casar després  amb un oficial de policia. Té una germana bessona, Leslie Hamilton (nascuda sis minuts després d'ella), una germana gran, Laura Hamilton, i un germà petit, Ford Hamilton.
De la seva infantesa, Linda Hamilton va dir que havia crescut en una « família protestant anglosaxona molt avorrida », i que devorava llibres » durant el seu temps lliure.
Els seus pares proven d'iniciar els seus fills a les arts des de joves. El seu pare adorava el teatre, l'òpera i la música clàssica, mentre que la seva mare estimava la costura i la pintura. Els quatre fills van créixer prop de la badia de Chesapeake i van estudiar a l'escola secundària Wicomico de Salisbury.
Linda comença a fer comèdia des de jove, sense tenir la idea de fer-ne carrera: somia d'esdevenir arqueòloga o bombera.

### Teatre
El fet d'haver interpretat el paper de la Bella dorment és l'un dels primers records de Linda Hamilton:
« La meva mare va agafar algunes falses joies d'un dels seus vestits i va fer una corona per mi. Em vaig trobar. No oblidaré mai l'alegria sentida en aquest instant ». Linda havia trobat la seva via: « M'agrada actuar. Sempre m'ha agradat. He fet teatre per nens quan era jove. Cap talent particular per tot plegat. Sabeu, tinc una germana bessona, llavors ens havien posat juntes. Estic segura que han pensat que seria verdaderament maco tenir les bessones Hamilton pel mateix paper. He descobert la meva passió per actuar ». La seva passió per la comèdia contínua augmentant amb el seu treball amb un grup de nens fent  teatre a Salisbury.
Durant l'escola secundària, Linda és  l'ajudant de l'apuntador i també dirigeix una obra.
El 1974, després de  diplomar-se per la Wicomico High School, s'apunta al Washington College a Chestertown, Maryland. Allà, participa en algunes produccions d'estudiants tretes del Prométhée enchaîné d'Èsquil, així com The Adding Machine d'Elmer Rice.
Poc temps després, Linda s'uneix als Kent Players, una tropa teatral amb base a Chestertown i interpreta peces comThe Mousetrap d'Agatha Christie, Panorama des del pont (A View from The Bridge) d'Arthur Miller, però també en l'adaptació musical de The Importance of Being Earnest d'Oscar Wilde, i en una obra adaptada de la nova Història de Tom Jones, nen trobat de Henry Fielding.
Després de dos anys passats al Washington College, decideix anar a Nova York amb la finalitat d'estudiar en una escola d'art dramàtic. Marxa amb el seu amic de l'època, i Linda s'inscriu en 1976 al cèlebre Lee Strasberg Theatre Institute. Poder estudiar-hi tècnica de l'actuació i, entre d'altres, va rebre classes de Nicholas Ray.
El 1989, un breu retorn al Washington College li permet de rebre una cita (Alumni Citation) designant-la com « estudiant excepcional ».

### Carrera

#### Començament a la televisió
Després de nombroses aparicions en produccions d'estudiants, fa un petit paper en la sèrie de televisió Search for Tomorrow que li permet començar la seva carrera professional. La seva agència, percebent que Linda era poc demanada al teatre, la va encoratjar a provar sort a Los Angeles.
El 1979, aconsegueix un prèstec de 2.000 dòlars i marxa cap a Califòrnia. Un cop el seu primer paper obtingut, una aparició en Shirley, no li quedaven més que 6 dòlars.

#### Terminator
El 1984 la carrera de Linda Hamilton pren un gir decisiu, gràcies a la pel·lícula de ciència-ficció Terminator de James Cameron. En aquesta pel·lícula, interpreta el paper de Sarah Connor, una jove que viu i treballa a Los Angeles com a criada. La seva vida gira cap al malson quan un assassí implacable (Arnold Schwarzenegger) la persegueix per raons inexplicables. El personatge de la tímida i fràgil Sarah Connor porta Linda a interpretar, set anys més tard, una Sarah temible, mare perduda d'un adolescent i trencada psicològicament, en la continuació culta de Terminator, on va trobar el més gran èxit de la seva carrera.

Quan, el 1984, Linda s'assabenta que Arnold Schwarzenegger interpretarà el paper del Terminator, Linda no està convençuda: 
| « | No em prenia Schwarzenegger molt seriosament com a actor en aquell moment. M'he dit :Oh Senyor, per què agafar un home que s'assembla a una màquina per actuar? Agafeu algú fràgil per fer aquests actes sobrehumans. I estava equivocada. Ha estat utilitzat eficaçment, i ha estat molt ben utilitzat per aquesta pel·lícula. | » |

#### La bella i la bèstia
L'any 1987 permet a Linda fer un retorn als seus primers inicis: la televisió amb la sèrie La bella i la bèstia, on encarna una advocada, Catherine Chandler, que viu una història d'amor impossible amb un home-lleó, Vincent, interpretat per Ron Perlman. La sèrie té un gran èxit i finalitza després de tres temporades, el 1990.

#### Terminator 2
El març de 1990, Linda Hamilton accepta tornar a fer el paper de Sarah Connor en Terminator II, personatge  la personalitat del qual ha evolucionat molt, sis anys després dels esdeveniments de la primera pel·lícula.
Encarnant una dona més forta i deixant així lluny darrere d'ella la criada tímida i dèbil lluitant per dominar el seu destí, Sarah és gairebé un nou paper per Linda. Així, tretze setmanes abans que el rodatge de la pel·lícula no comenci, Linda Hamilton segueix un entrenament esportiu intensiu: 
| « | He treballat amb un acompanyant professional, sis dies per setmana: aeròbic, jòguing, trampolí però sobretot culturisme | » |

Hamilton també s'entrena al tir, amb la finalitat de fer el seu personatge més autèntic i més creïble. Un cop el seu cos ha fet la metamorfosi, li calia encara entrar en la ment de guerrera de Sarah Connor. Una formació molt espantosa amb un comando israelià l'ajuda a arribar-hi. Al programa: ús de les armes, formació de missió, judo i disciplina mental.

Quan la producció de la pel·lícula comença, Linda, que havia engreixat 18 quilos durant el seu embaràs, estava tanmateix prima. Encara que el seu pes fos igual al de 1984 en Terminator, el seu cos ara només era músculs. El seu paper de Sarah Connor resta un personatge mític amb la cita de culte: 
| « | No és el destí, sinó el que fem. | » |

En aquesta pel·lícula, dos membres de la família de Linda fan una aparició, el seu fill Dalton, llavors amb quatre anys, i la seva germana bessona, Leslie. Es pot veure Dalton en l'escena del parc abans la destrucció de Los Angeles i Leslie en el paper de la T-1000 prenent l'aparença de Sarah.
Aquesta pel·lícula, el pressupost de la qual és de més de 100 milions de dòlars constituïa un rècord a l'època, informa un benefici de 204,8 milions de dòlars, només als Estats Units. Estrenada el 3 de juliol de 1991 en les sales americanes, troba doncs un èxit enorme al box-office i és la pel·lícula d'aquell any.
Terminator 2 aconsegueix 4 Oscars: als millors efectes visuals, al millor so, a la millor edició de so i al millor maquillatge.

#### Després de l'èxit internacional de 1991
Malgrat el fet d'haver arribat al seu apogeu, el 1991, la carrera de Linda pren a continuació un girant més calmat i menys comercial. A l'època de Terminator 2, explica a un periodista, li demanaven perquè el seu estatus d'estrella no va créixer després del primer Terminator, i que això era degut a una tria personal:
| « | « Si hagués verdaderament volgut, hauria pogudes agafar papers similars. | » |

». Abans de posar la seva carrera entre parèntesis durant tres anys, Linda fa una última aparició en l'emissió Saturday Night Live.
El 1994, retroba els platós de rodatge amb el thriller Silent Fall. L'any següent va un poc més carregada amb la pel·lícula Separate Lives i dos telefilms, The Way to Dusty Death i A Mother’s Prayer, on interpreta una dona que descobreix la seva seropositivitat després de la mort del seu marit. Refusant en principi d'admetre-ho, gira poc després la seva atenció sobre el problema de que arribarà al seu fill després de la seva mort.
El 1996, Linda Hamilton agafa de nou el seu personatge fetitxe, Sarah Connor, pel mini film T2 3-D: Battle Across Time. Aquesta pel·lícula, difosa en els parcs d'atraccions Universal, dura tot just un quart d'hora i ha costat la bagatel·la de 60 milions de dòlars. S'hi troba igualment Arnold Schwarzenegger, Edward Furlong i Robert Patrick.
Lightyear of Star Command. La pel·lícula independent, A Girl Thing , el telefilm Bailey's Mistake i el thriller Skeletons in the Closet completen l'any 2001.
Els anys següents van ser poc plens: Linda roda el 2002, el telefilm Silent Night, el 2003 i 2004, les pel·lícules Wholey Moses i Jonah.

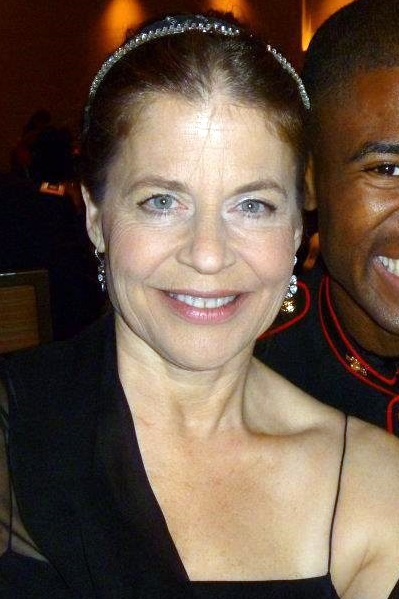
Linda Hamilton el 2011.

El 2003, Linda Hamilton no va voler  formar  part del 3r lliurament de la saga Terminator, Terminator 3: La rebel·lió de les màquines. Trobava que no hi havia noves perspectives per Sarah. Segons ella, aquesta tercera part està sobretot orientada als personatges de John Connor i de Terminator. El fet que James Cameron no dirigís la pel·lícula ja l'havia  dissuadit.
El 2005 i 2006, se la veu en les pel·lícules Smile, Missing in America i en la comèdia The Kids and I i en dos episodis en la sèrie According to Jim. Les pel·lícules Broken, In Your Dreams i una aparició en la sèrie Thief, així com el telefilm familiar Home by Christmas tanquen l'any 2006.
Després haver actuat en el thriller Shadow Conspiracy, el 1997, se la troba en una pel·lícula d'acció. És cosa feta gràcies a la pel·lícula Un poble anomenat Dante's Peak (Dante’s Peak). Linda comparteix el cartell amb Pierce Brosnan. Aquest guió de catàstrofes posa en escena una petita ciutat situada al peu d'un Volcà en l'Estat de Washington, la seguretat de la qual està amenaçada per les últimes activitats sismiques. La pel·lícula barreja aventura, drama però també romanticisme entre el personatge de Rachel Wando, l'alcalde de Pic de Dante, interpretat per Linda i el vulcanòleg, Harry Dalton, encarnat per Brosnan. Amb una aparició en la sèrie humorística Frasier acaba l'any 1997.
L'any 1998, es consagra a la televisió, amb diversos telefilms: On the Line, Robots Rising, Rescuers: Stories of Courage: Two Couples, Point Last Seen. Actua també en un episodi de la sèrie Batman, les noves aventures.
El 1999, Linda Hamilton roda el telefilm The Color of Courage, que relata l'arribada d'una família de color negre en un barri habitat exclusivament per blancs. El seu personatge, Anna Sipes, fa ràpidament amistat amb la dona de color, malgrat la controvèrsia suscitada en el barri. Actua també durant un episodi en la sèrie Batman, seguit de la pel·lícula The Secret Life of Girls. El 2000, segueix la pel·lícula Sex and Mister X i tres episodis de Buzz.

El 2009, Linda Hamilton confirma a MTV que tornarà a fer el paper de Sarah Connor en Terminator Salvation, realitzada per McG, com a Veu en off: « 
| « | N'estem parlant encara, no he llegit encara les meves rèpliques, no sé de què va. La meva contribució serà una voix-off. Seria sens dubte molt feliç de posar la meva veu. Estan escrivint aquesta part, hem acabat les negociacions | » |

El 2010, Linda roda en la temporada 4 de Chuck on encarna la mare desapareguda de Chuck (Zachary Levi), el personatge principal.

### Doctorat honorífic
En reconeixement de les seves actuacions al teatre i al cinema, Linda rep un Doctor honoris causa en arts en la 221a cerimònia de lliurament de diplomes del Washington College, el 18 de maig de 2003.
Les experiències viscudes des que ha abandonat el Washington College, fa més d'un quart de segle, li han ensenyat el que compta més: la salut, la casa, la família, els amics, l'amor i el fet de treballar intensament.

### Vida privada

#### Trastorn bipolar
El pare de Linda Hamilton patia trastorn bipolar, anomenat abans maniaco-depressió i, aviat, Linda en va sentir també els símptomes. No obstant això, ella refusa durant molt de temps de cuidar-se amb medicaments, aquesta idea li fa por.
Gairebé tota la seva vida va ser l'alternança d'un estat d'eufòria a un estat de tristesa i de desesperació amb, en l'interval, dels períodes d'humor normal. Però, al final dels seus trenta anys, accepta finalment de cuidar-se amb l'ajuda de medicaments .

#### Addicció a la droga i l'alcohol
El 1982, un esdeveniment imprevist fa tombar la vida de Linda Hamilton en l'infern de la Cocaïna i de l'alcohol. Quan repassa els comptes de la seva propietat, descobreix que el seu mànager, Harvey Glass, s'ha endut 107.000 dòlars dels seus ingressos. 
| « | Ha estat un malson, he hagut de demanar un préstec per tal de poder pagar aquest deute | » |

## Filmografia
Les seves pel·lícules més destacades són:
- Night-Flowers (1979) com a Lluna
- Tag: The Assassination Game (1982) com a Suzan Swayze
- The Stone Boy (1984) com a Erica Sisie
- Children of the Corn (1984) com a Vicky
- Terminator (The Terminator) (1984) com a Sarah Connor
- Secret Weapons (1985) com a Elena Koslov
- La lluna negra (Black Moon Rising) (1986) com a Amantha Londres
- King Kong Lives (1986) com a Amy Franklin
- La bella i la bèstia (1987) com a Catherine
- Segueix la llum (1988])
- Mr. Destiny (1990) com a Ellen Jane
- Terminator 2: Judgment Day (1991) com a Sarah Connor
- Testimoni en silenci (Silent Fall) (1994) com a Karen Rainer
- A Mother's prayer (1995) com a Rose Mary
- Separate Lives (1995) com a Lauren Porter
- T2 3-D: Battle Across Time (1996)
- Shadow Conspiracy (1997) com a Amanda Givens
- Un poble anomenat Dante's Peak (1997) com l'alcaldessa Rachel Wando
- Rescuers: Stories of Courage: Two Couples (1998)
- The Secret Life of Girls (1999) com a Ruby Sanford
- Skeletons in the Closet (2000) com a Tina Conway
- Sex & Mrs. X (2001)
- Silent night (2002) com a Elisabeth Vincken
- Wholey Moses (2003)
- Jonah (2004)
- Desapareguts a Amèrica (Missing in America) (2005)
- Smile (2005)
- Broken (2006)
- Thief (2006)
- Terminator Salvation (2009) com a Sarah Connor (veu)
- Chuck (2010)
- Weeds (2010)
- La Caiguda de l'Air Force One (2013) La presidenta dels Estats Units
- Defiance (2014-2015) com a Pilar McCawley
- Bermuda Tentacles (2014) com l'almirall Hansen
- Terminator: Dark Fate (2019) com a Sarah Connor

## Guardons[calcitació]
Nominacions
- 1988: Globus d'Or a la millor actriu en sèrie dramàtica per La Bella i la Bèstia
- 1989: Globus d'Or a la millor actriu en sèrie dramàtica per La Bella i la Bèstia
- 1989: Primetime Emmy a la millor actriu en sèrie dramàtica per La Bella i la Bèstia
- 1996: Globus d'Or a la millor actriu en minisèrie o telefilm per A Mother's Prayer